# Myoxanthus chloe
Myoxanthus chloe är en orkidéart som först beskrevs av Carlyle August Luer och Roberto Vásquez, och fick sitt nu gällande namn av Carlyle August Luer. Myoxanthus chloe ingår i släktet Myoxanthus och familjen orkidéer.
Artens utbredningsområde är Bolivia. Inga underarter finns listade i Catalogue of Life.